# Стрмна Гора
Стрмна Гора је насељено место града Ваљева у Колубарском округу. Према попису из 2022. било је 117 становника.

## Историја
Први познати писани помен села је забележен у турском попису Смедеревског санџака из 1476. године. Стрмна Гора тада није била рајинско, већ влашко село.
Следећи пут Стрмна Гора је забележена у турском попису (тефтеру) за хиџретску 934. годину, тј. 1527/1528. годину по садашњем рачунању времена.

Транскрибован на модерни турски, са османске арабице, унос са 264. странице тефтера TD 144 је гласио овако:
İstrimo-gora karye, Valyeva nahiye - Село Стрмо-Гора (Стрмна Гора), Нахија Ваљево
Слово И додато је на почетак и средини у складу са праксом вокалног турског језика да се додају самогласници тежим сугласничким групама, ради лакшег изговора. Слично је са градом Пећ у Метохији, на турском званим Ипек, или Скопљем, које је називано Ускуб. На исти начин је 20 километара удаљена Станина Река у истом попису забележена као Истанина река.

## Демографија
У насељу Стрмна Гора живи 145 пунолетних становника, а просечна старост становништва износи 46,9 година (44,9 код мушкараца и 49,0 код жена). У насељу има 60 домаћинстава, а просечан број чланова по домаћинству је 2,77.
Ово насеље је великим делом насељено Србима (према попису из 2002. године), а у последња три пописа, примећен је пад у броју становника.
|  |

| Демографија | Демографија | Демографија |
| Година      | Становника  | Становника  |
| ----------- | ----------- | ----------- |
| 1948.       | 335         |             |
| 1953.       | 346         |             |
| 1961.       | 327         |             |
| 1971.       | 270         |             |
| 1981.       | 230         |             |
| 1991.       | 190         | 190         |
| 2002.       | 166         | 166         |

| Етнички састав према попису из 2002.‍ | Етнички састав према попису из 2002.‍ | Етнички састав према попису из 2002.‍ | Етнички састав према попису из 2002.‍ | Етнички састав према попису из 2002.‍ |
| ------------------------------------ | ------------------------------------ | ------------------------------------ | ------------------------------------ | ------------------------------------ |
|                                      |                                      |                                      |                                      |                                      |
| Срби                                 | Срби                                 |                                      | 153                                  | 92,16%                               |
| непознато                            | непознато                            |                                      | 13                                   | 7,83%                                |

| Година пописа     | 1948. | 1953. | 1961. | 1971. | 1981. | 1991. | 2002. |
| ----------------- | ----- | ----- | ----- | ----- | ----- | ----- | ----- |
| Број домаћинстава | 55    | 57    | 64    | 64    | 68    | 59    | 60    |

| Број чланова      | 1  | 2  | 3 | 4 | 5 | 6 | 7 | 8 | 9 | 10 и више | Просек |
| ----------------- | -- | -- | - | - | - | - | - | - | - | --------- | ------ |
| Број домаћинстава | 16 | 18 | 7 | 7 | 8 | 3 | 1 | 0 | 0 | 0         | 2,77   |

| Пол    | Укупно | Неожењен/Неудата | Ожењен/Удата | Удовац/Удовица | Разведен/Разведена | Непознато |
| ------ | ------ | ---------------- | ------------ | -------------- | ------------------ | --------- |
| Мушки  | 79     | 24               | 47           | 6              | 2                  | 0         |
| Женски | 74     | 8                | 44           | 22             | 0                  | 0         |
| УКУПНО | 153    | 32               | 91           | 28             | 2                  | 0         |

| Пол    | Укупно                    | Пољопривреда, лов и шумарство | Рибарство                            | Вађење руде и камена | Прерађивачка индустрија       |
| ------ | ------------------------- | ----------------------------- | ------------------------------------ | -------------------- | ----------------------------- |
| Мушки  | 53                        | 42                            | 0                                    | 0                    | 6                             |
| Женски | 25                        | 22                            | 0                                    | 0                    | 2                             |
| УКУПНО | 78                        | 64                            | 0                                    | 0                    | 8                             |
| Пол    | Производња и снабдевање   | Грађевинарство                | Трговина                             | Хотели и ресторани   | Саобраћај, складиштење и везе |
| Мушки  | 0                         | 4                             | 1                                    | 0                    | 0                             |
| Женски | 0                         | 0                             | 1                                    | 0                    | 0                             |
| УКУПНО | 0                         | 4                             | 2                                    | 0                    | 0                             |
| Пол    | Финансијско посредовање   | Некретнине                    | Државна управа и одбрана             | Образовање           | Здравствени и социјални рад   |
| Мушки  | 0                         | 0                             | 0                                    | 0                    | 0                             |
| Женски | 0                         | 0                             | 0                                    | 0                    | 0                             |
| УКУПНО | 0                         | 0                             | 0                                    | 0                    | 0                             |
| Пол    | Остале услужне активности | Приватна домаћинства          | Екстериторијалне организације и тела | Непознато            | Непознато                     |
| Мушки  | 0                         | 0                             | 0                                    | 0                    | 0                             |
| Женски | 0                         | 0                             | 0                                    | 0                    | 0                             |
| УКУПНО | 0                         | 0                             | 0                                    | 0                    | 0                             |

## Галерија
- Стрмна Гора - Панорама
- Стрмна Гора - Панорама
- Стрмна Гора - Панорама
- Стрмна Гора - Панорама